# فیلیپ کروزت
فیلیپ کروزت، (به فرانسوی: Philippe Crouzet) (زاده ۱۸ اکتبر ۱۹۵۶) کارآفرین، صنعتگر و مدیر ارشد اجرایی فرانسوی است، که در حال حاضر به‌عنوان مدیر عامل اجرایی شرکت والورک فعالیت می‌نماید.